# المستخرج (فلم)
المستخرج (بالإنجليزية: Extract) هو فيلم كوميدي أمريكي تم إصداره عام 2009، ومن كتابة وإخراج مايك جودج، ومن بطولة جيسون بيتمان، وميلا كونيس، وكريستين ويج، وبن أفليك، وجي كي سيمونز، وكليفتون كولينز جونيور، وداستن ميليجان.
يُقال أن الفيلم جزء مصاحب لفيلم جودج حيز المكاتب. تلقى الفيلم مراجعات إيجابية بشكل عام من النقاد، محققًا 10.8 مليون دولار في جميع أنحاء العالم مقابل ميزانية قدرها 8 ملايين دولار.
تم إصدار الفيلم بدور العرض في الولايات المتحدة في 4 سبتمبر 2009.

## القصة
جويل رينولدز هو مالك ومؤسس شركة رينولدز للاستخراج، وهي شركة مستخرجات نكهات. على الرغم من أن عمله ناجح، إلا أن زواجه يفتقر إلى العاطفة. وغالبًا ما يتحرش به جاره المزعج، ناثان. في أحد الأيام، تحدث سلسلة من الحوادث في مصنع الاستخراج، مما أدى إلى فقدان موظف، ستيب، خصية. تقرأ سيندي، فنانة محتالة، قصة إخبارية عن الحادث. تدبر خطة للثراء السريع، وتحصل على وظيفة مؤقتة في المصنع، وتتلاعب بجويل ليعطيها المزيد من المعلومات عن ستيب. كما تبدأ سلسلة من السرقات الصغيرة من زملائها في العمل، الذين يتهمون بعضهم البعض علنًا بالسرقات. على الرغم من أن ستيب يقرر في البداية عدم مقاضاة الشركة، يغير رأيه بعد اجتماع مع سيندي، والتي تعده من أجل لقاءه ومغازلته. تحت تأثير سيندي، ستيب يعين المحامي جو أدلر.
تروق لدي جويل، حاسبًا تلاعب سيندي أنه انجذاب حقيقي له، فكرة علاقة غرامية معها؛ ومع ذلك، فإنه لا يزال يحب زوجته، ويريد تجنب الأعمال التي من شأنها أن تترك له الندم في وقت لاحق. أثناء زيارته لصديقه دين والشكوى من وضعه، اقترح دين على جويل أن يستأجر عاهراً لإغواء زوجته، حتى يتمكن جويل من إقامة علاقة "إنتقامية" خالية من الذنب. يرفض جويل الفكرة في البداية؛ ولكن، بعد ضعف حكمه بعد تناوله قرص الكيتامين الذي قال له دين بالخطأ أنه زاناكس، وافق جويل على ذلك. يستأجر الصديقان براد لإغواء زوجته، سوزي، في علاقة غرامية، في حين يتظاهر بأنه منظف حمام السباحة. في الصباح التالي، يفيق جويل، ويدرك ما فعله، ويحاول منع براد من الذهاب إلى منزله؛ بحلول ذلك الوقت، بدأ براد وسوزي بالفعل علاقة غرامية. يقع براد في حب سوزي ويريد الهرب معها. بعد تدخين الماريجوانا مع دين وصديقه ويلي، يحاول جويل الاتصال بسيندي، لكنه سرعان ما يدرك أنه يتصل برقم ويلي. فقط حينها، دخلت سيندي إلى الشقة. يكتشف ويلي نوايا جويل، ويلكمه في وجهه.
يجتمع جويل مع أدلر وشركائه لمناقشة شروط التسوية لستيب. ينظم العمال، معتقدين أن الاجتماع حول شراء المصنع من قِبل جنرال ميلز، إضرابًا. محبطاً من أسلوب أدلر التفاوضي الصارم وعدم الاحترام المتزايد من موظفيه، يغادر جويل غاضبًا ويذهب إلى البيت—حيث تعترف سوزي بعلاقتها مع براد. يعترف جويل لسوزي بأنه استأجر براد للقيام بذلك، ثم يغادر بعد أن يتجادل مع زوجته.
ينتقل جويل إلى فندق، حيث يرى سيندي، تقيم في غرفة أخرى. عندما يذهب إلى غرفتها، يلاحظ محفظة مسروقة من أحد موظفيه، جنبًا إلى جنب مع الأشياء المسروقة الأخرى، ويدرك أن سيندي ليست فقط لصة، ولكن أيضا وراء العديد من مشاكل الشركة. يهدد جويل باستدعاء الشرطة، لكنه يلين عندما تنهار سيندي بالبكاء. وعدت سيندي بالتحدث مع ستيب وجعله يسقط الدعوى القضائية. في نهاية المطاف، يقضى الاثنان الليلة معا. في صباح اليوم التالي، تختفي سيندي، ولكن تترك الأشياء المسروقة وراءها.
يلتقي ستيب بجويل في المصنع، حيث يعرض إسقاط الدعوى القضائية إذا قام جويل بترقيته إلى مدير الطابق. في هذه الاثناء، يتوقف ناثان عند منزل جويل، فجعل سوزي تفقد أعصابها وتخبره أخيرًا برأيها الحقيقي فيه. بعدما تنتهي من توبيخه، ينهار ويموت؛ مع شعورها بالذنب، حضرت سوزي الجنازة، حيث تصادف جويل. بعد لحظة محرجة، اتفق الاثنان على مشاركة جولة. تم الكشف عن أن سيندي سرقت سيارة أدلر الفاخرة، تاركةً له شاحنة ستيب في مكانها.

## فريق التمثيل
- جيسون بيتمان في دور جويل رينولدز
- بن أفليك في دور دين سليد
- كريستين ويج في دور سوزي رينولدز
- ميلا كونيس في دور سيندي سليد
- جي كي سيمونز في دور بريان هوجينز
- كليفتون كولينز جونيور في دور دون "ستيب" ويلكينسون
- داستن ميليجان في دور براد شافيز
- ديفيد كويشنير في دور ناثان
- بيث جرانت في دور ماري
- تي جاي ميلر في دور روري
- مات شولز في دور ويلي
- جين سيمونس في دور جو أدلر
- برنت بريسكو في دور فيل
- هال سباركس في دور بائع الغيتار #1
- نيك ثوني في دور بائع الغيتار #2
- توم فيرتشو في دور عميل الغيتار
- جيني أوهارا في دور سكرتيرة جويل
- مايك جودج في دور جيم الموظف بالمصنع (غير مُعتمد عليه)
- خافيير جوتيريز في دور هيكتور
- ليديا بورتو في دور غابرييلا
- لامبرتو جوتيريز في دور فيكتور

## وصلات خارجية
- مقالات تستعمل روابط فنية بلا صلة مع ويكي بيانات